# Louis Béroud
Louis Béroud né le 17 janvier 1852 à Lyon et mort le 9 octobre 1930 à  Paris 15e, est un peintre français.

## Biographie
La famille de Louis Béroud s'installe à Paris en 1861. Il travaille d'abord avec les décorateurs Jean-Baptiste Lavastre et Pierre-Eugène Gourdet (d), avant d’entrer dans l’atelier de Léon Bonnat pour étudier la peinture. À partir de 1873, il expose au Salon dont il est médaillé d'honneur en 1882. L'année suivante, il obtient une bourse de voyage et devient hors-concours. Il remporte la médaille de bronze à l'Exposition universelle de 1889 et à celle de 1900.
Il a exposé aux salons des figures (portraits et allégories), quelques vues de Paris et surtout les intérieurs pris dans les principaux monuments de Paris, notamment : Au Louvre (1883, troisième médaille) ; Henri III à Venise (1885) ; la Galerie des bustes au Sénat (1892) ; le Foyer des artistes à la Comédie-Française (1894, au Théâtre-Français) ; le Salon carré au Louvre (1900, Exposition universelle ; médaille de bronze) ; les Confidences, pastel (1905) ; Brasserie alsacienne (1910). Une de ses toiles, Au Salon carré du Louvre, présentée à l’exposition annuelle de peinture en 1883, est conservée à Montpellier au musée Fabre. Il peint la Fée aux joujoux (Paris, mairie du 10e arrondissement).

### Épisode de laJoconde

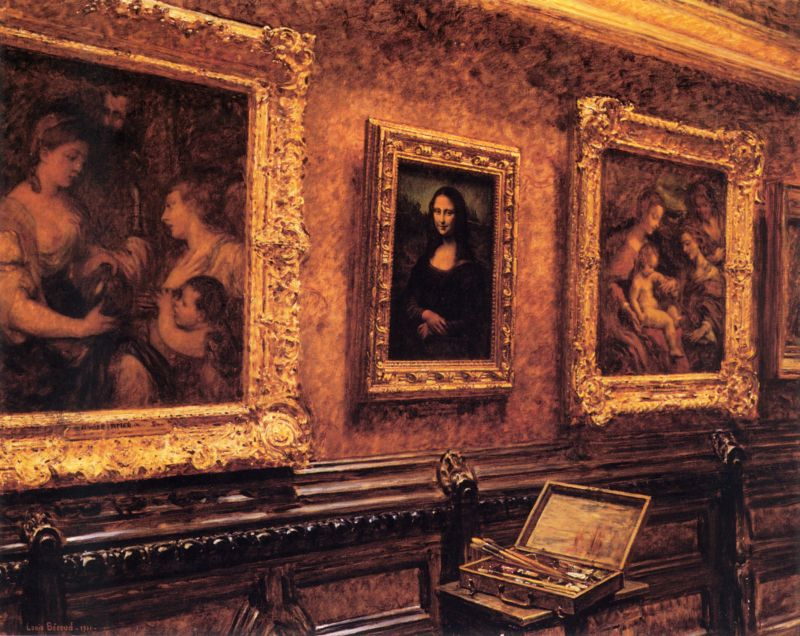
Mona Lisa au Louvre (1911), huile sur toile, localisation inconnue.

Le 22 août 1911, alors qu’il se rend au musée du Louvre pour y faire un croquis de sa prochaine peinture Mona Lisa au Louvre, La Joconde de Léonard de Vinci ne s'y trouve plus. Il contacte les gardiens, qui indiquent que le fameux panneau doit se trouver à l'atelier photographique. S’étant à nouveau enquis auprès des surveillants, quelques heures plus tard, on lui apprend que la Joconde n'est pas chez les photographes. Le Louvre ferme alors ses portes pour une semaine entière afin de faciliter l'enquête de la police sur le vol de ce tableau.

## Œuvres dans les collections publiques
- Louviers, Musée de Louviers : La Machine Farcot, 1890.
- Montpellier, musée Fabre : Au Salon Carré du Louvre, 1906.
- Nice, musée Masséna : L'Avenue de la Gare à Nice.
- Paris :
  - mairie du 10e arrondissement, salle des fêtes : La Fée aux joujoux.
  - musée Carnavalet :
    - L'Escalier de l'opéra Garnier, 1877, huile sur toile, 65 × 54 cm, Notice no 11040000432, sur la plateforme ouverte du patrimoine, base Joconde, ministère français de la Culture ;
    - Le Dôme central de la galerie des machines à l'Exposition universelle de 1889, 1890.

  - musée du Louvre :
    - Salle Rubens au Louvre, 1904 ;
    - À la gloire de Rubens, 1905 ;
    - Chambre du baron Basile de Schlichting, 1908 ;
    - Vue de la salle des Sept-Cheminées au Louvre, 1909.

Œuvres de Louis Béroud
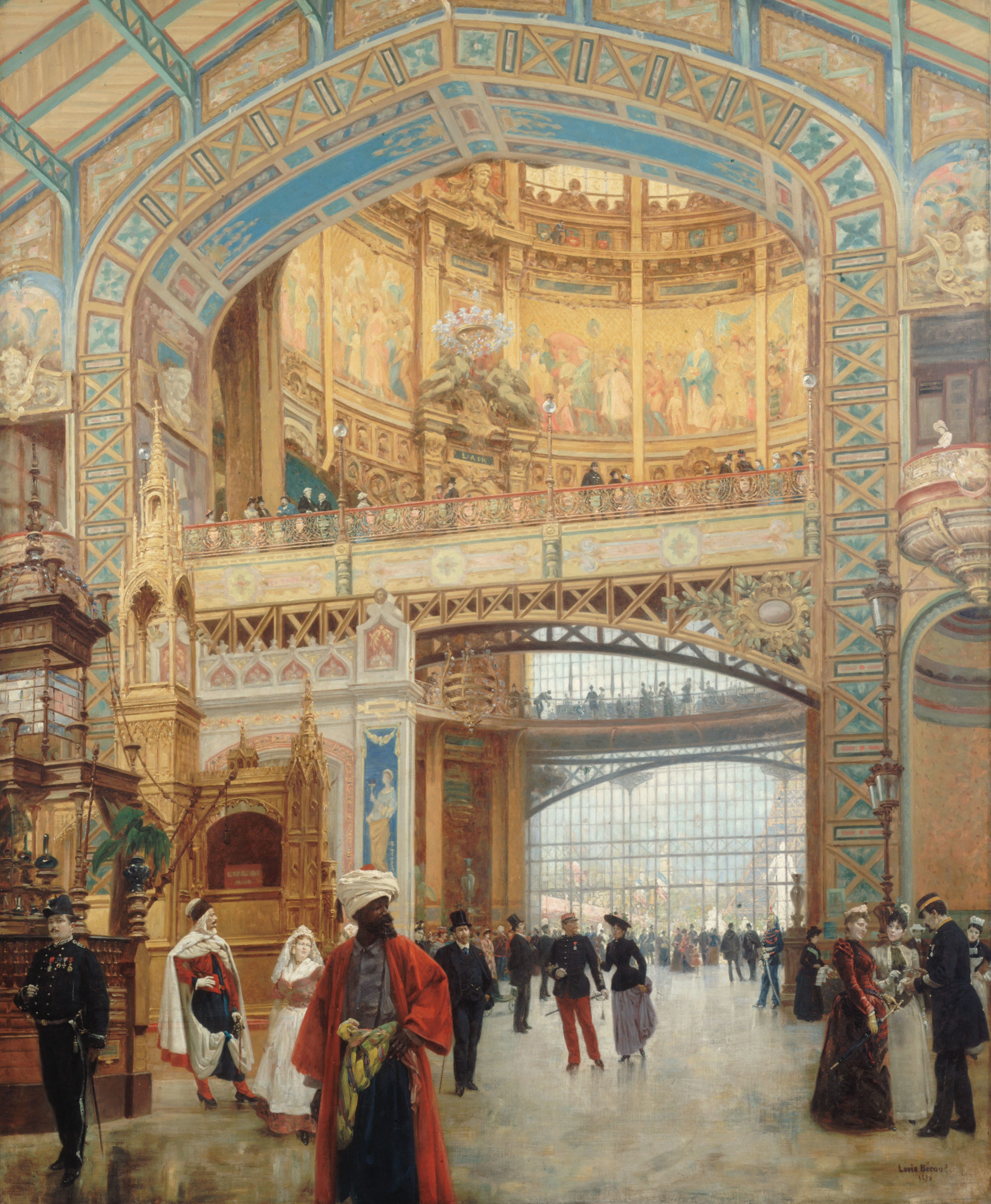
Dôme de la galerie des machines, Exposition universelle de 1889 (1890), Paris, musée Carnavalet.
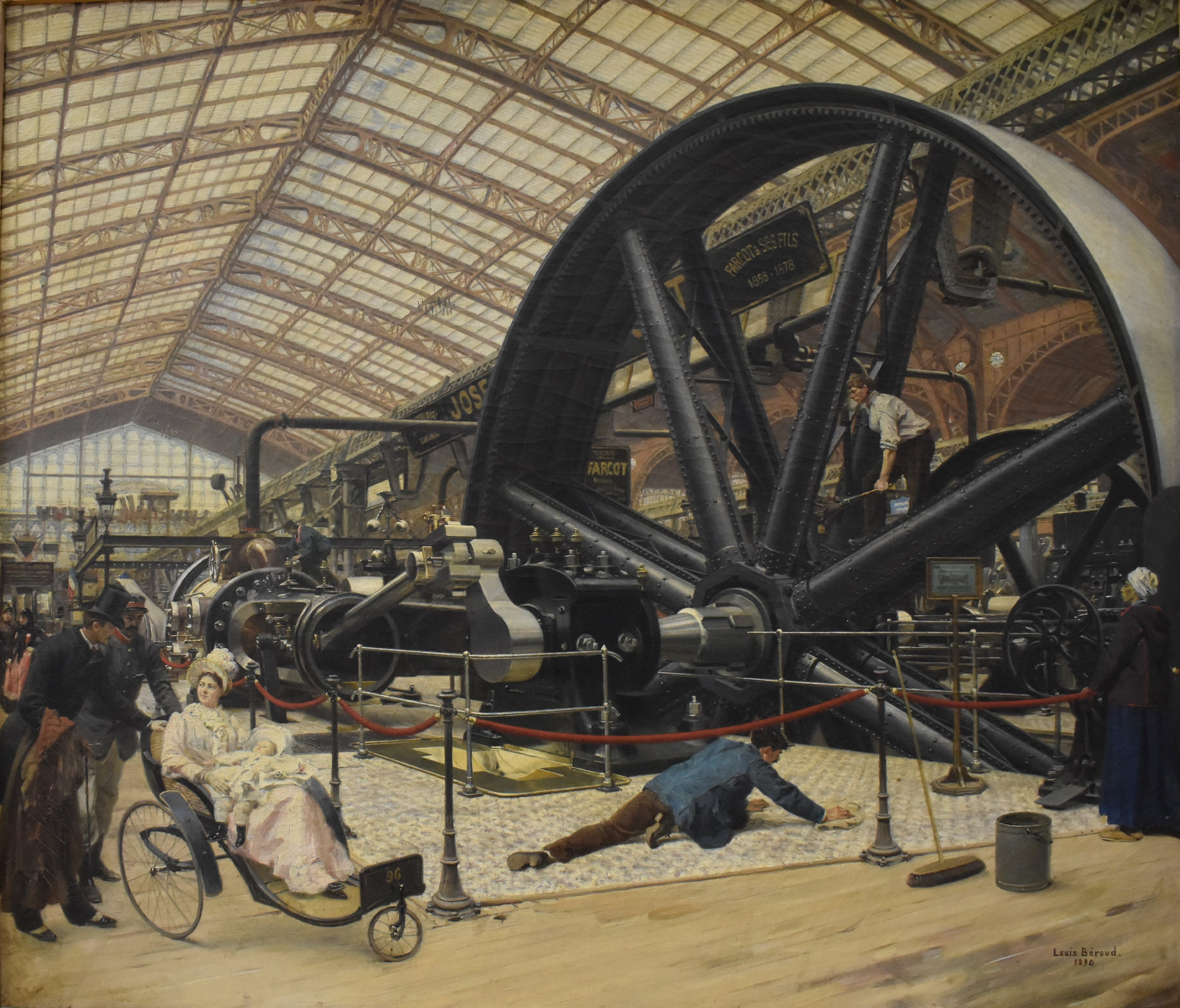
La Machine Farcot (1890), Louviers, Musée de Louviers
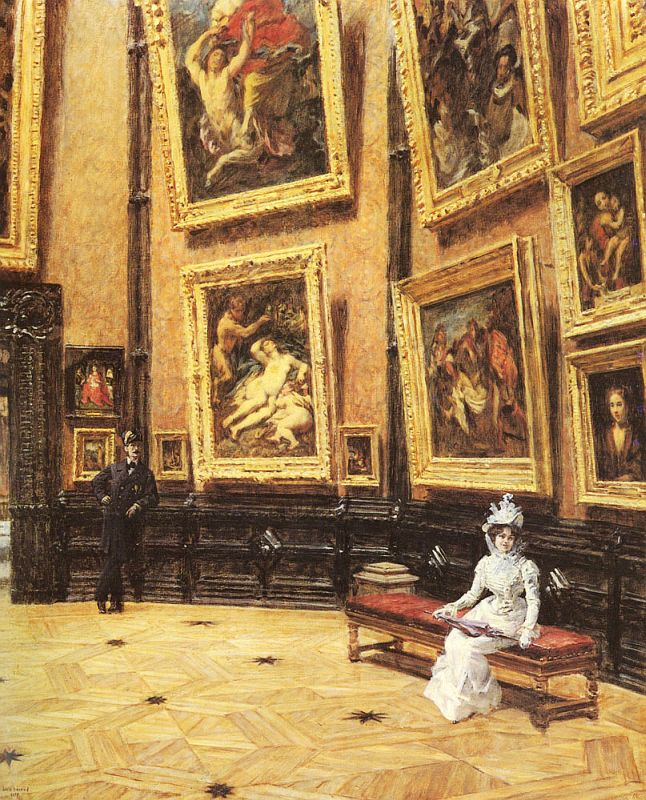
Au Louvre (1899), localisation inconnue.
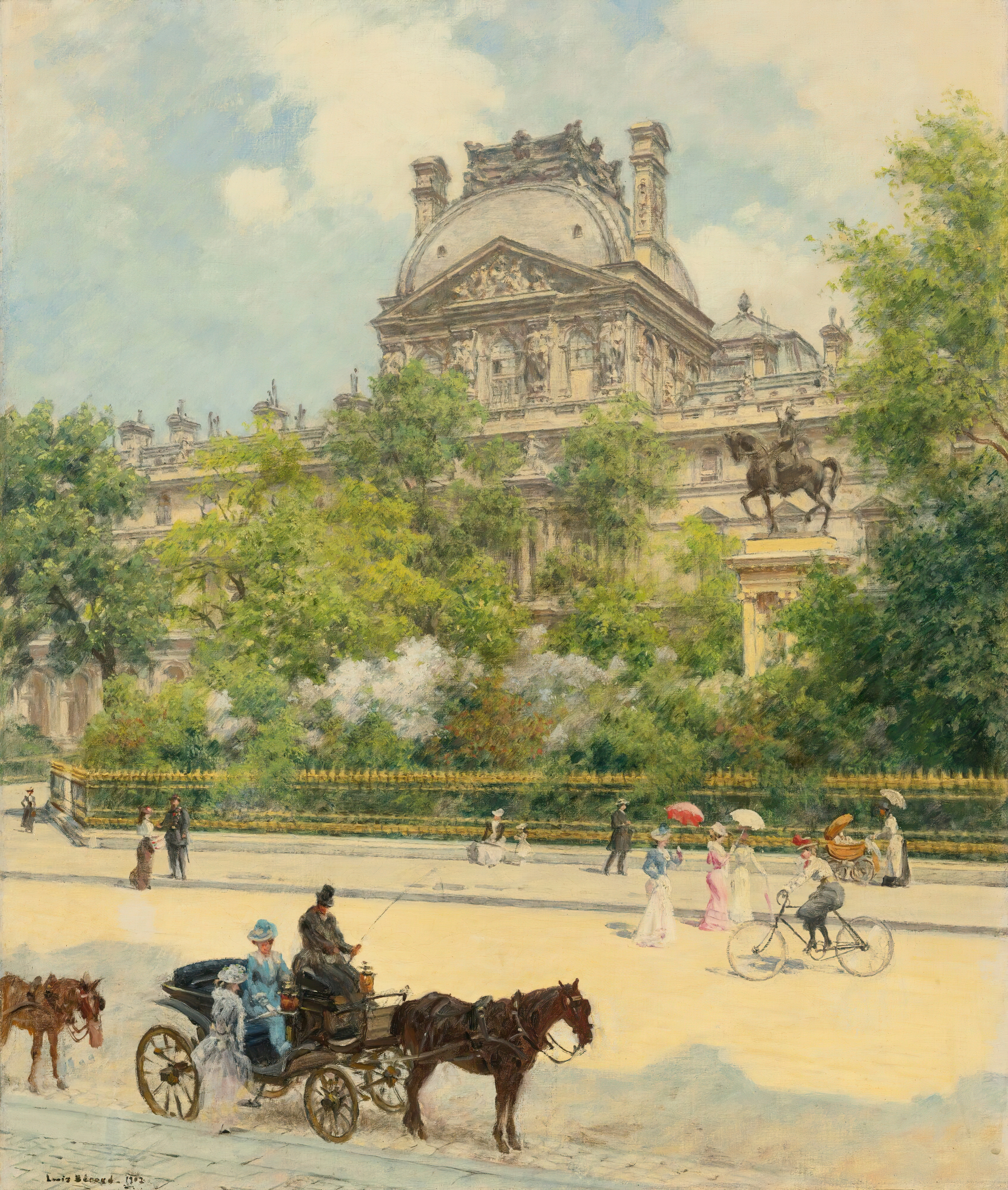
La Place du Louvre (1902), localisation inconnue.
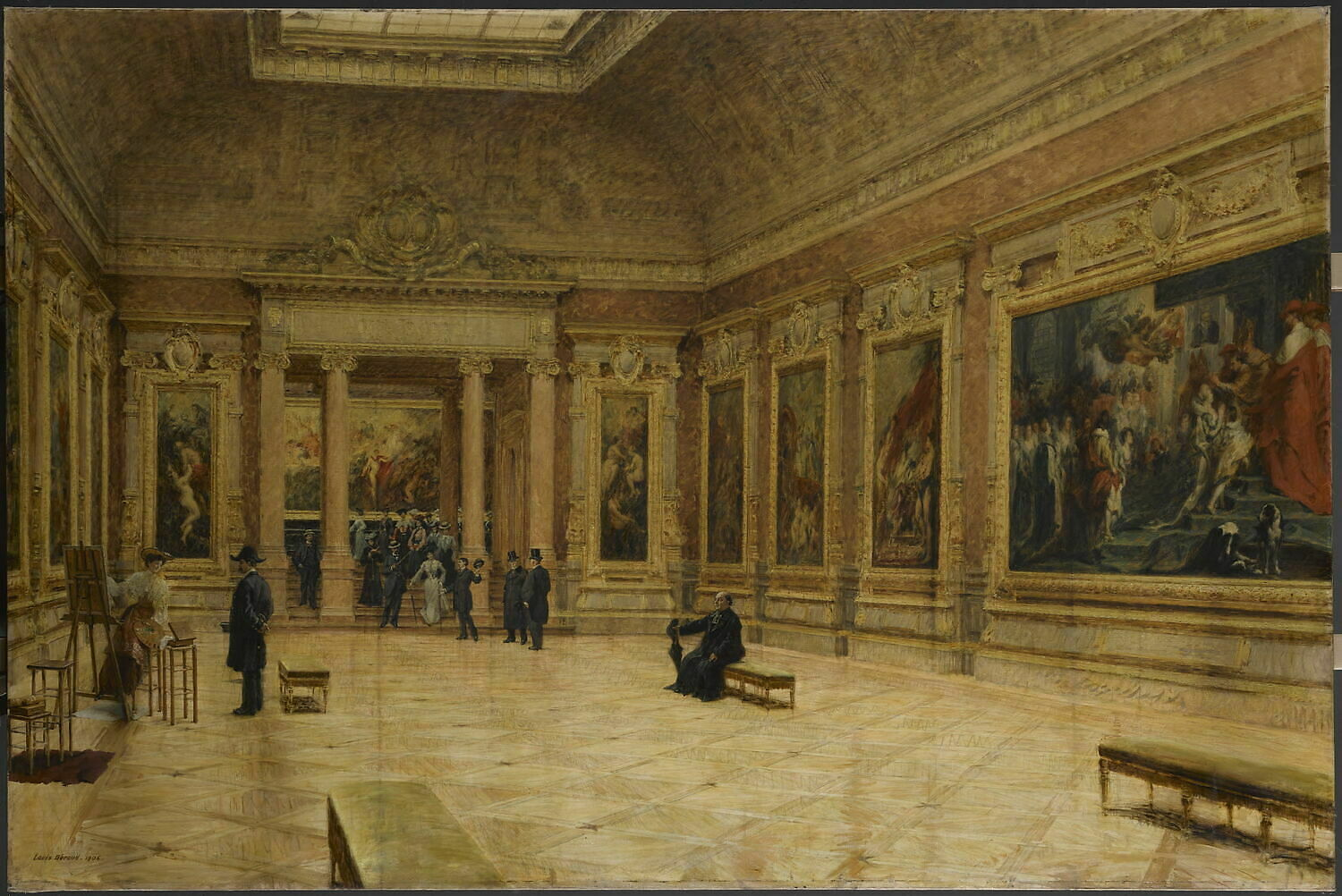
Salle Rubens au musée du Louvre (1904), Paris, musée du Louvre.
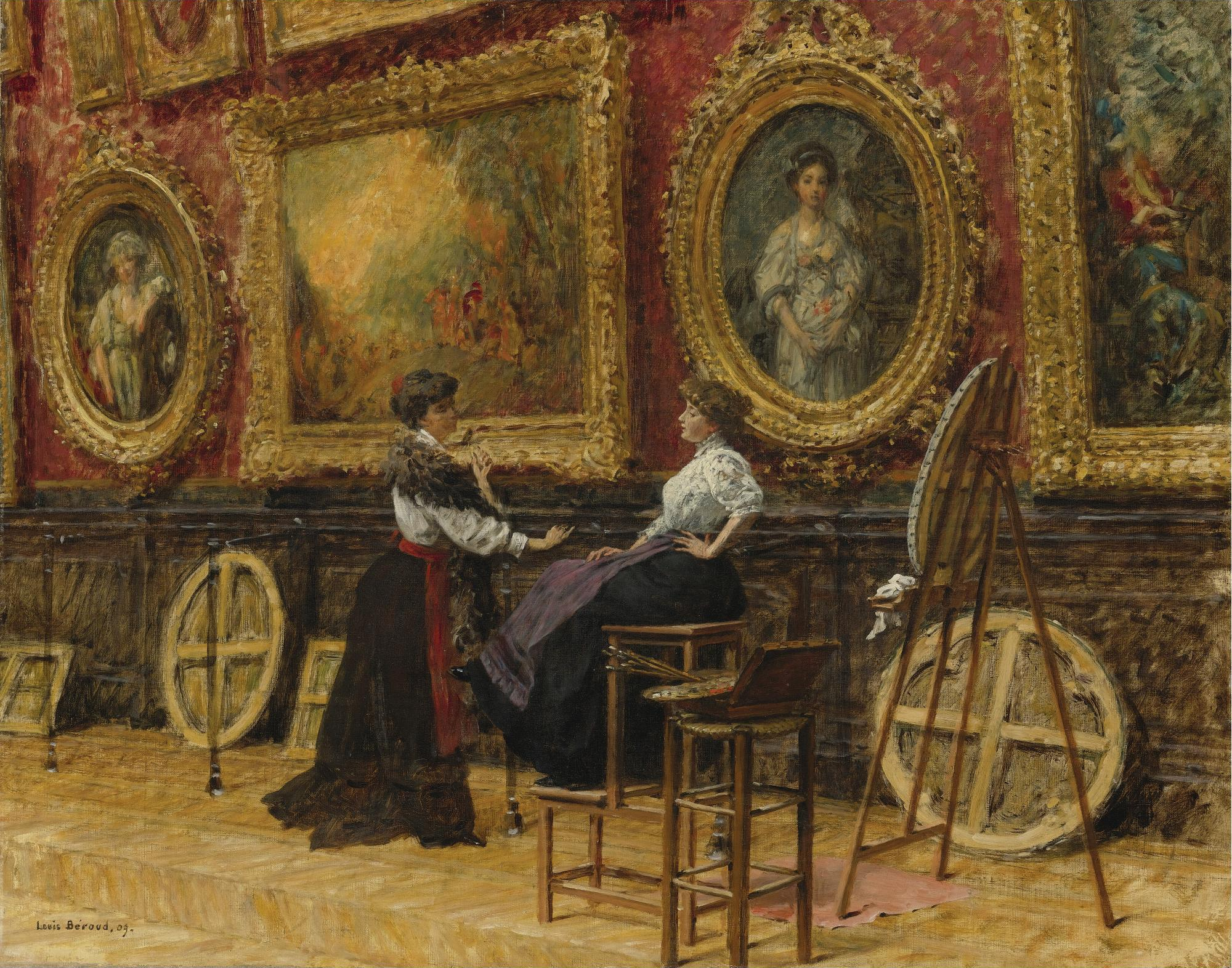
Les Copistes au Louvre (1909), localisation inconnue.
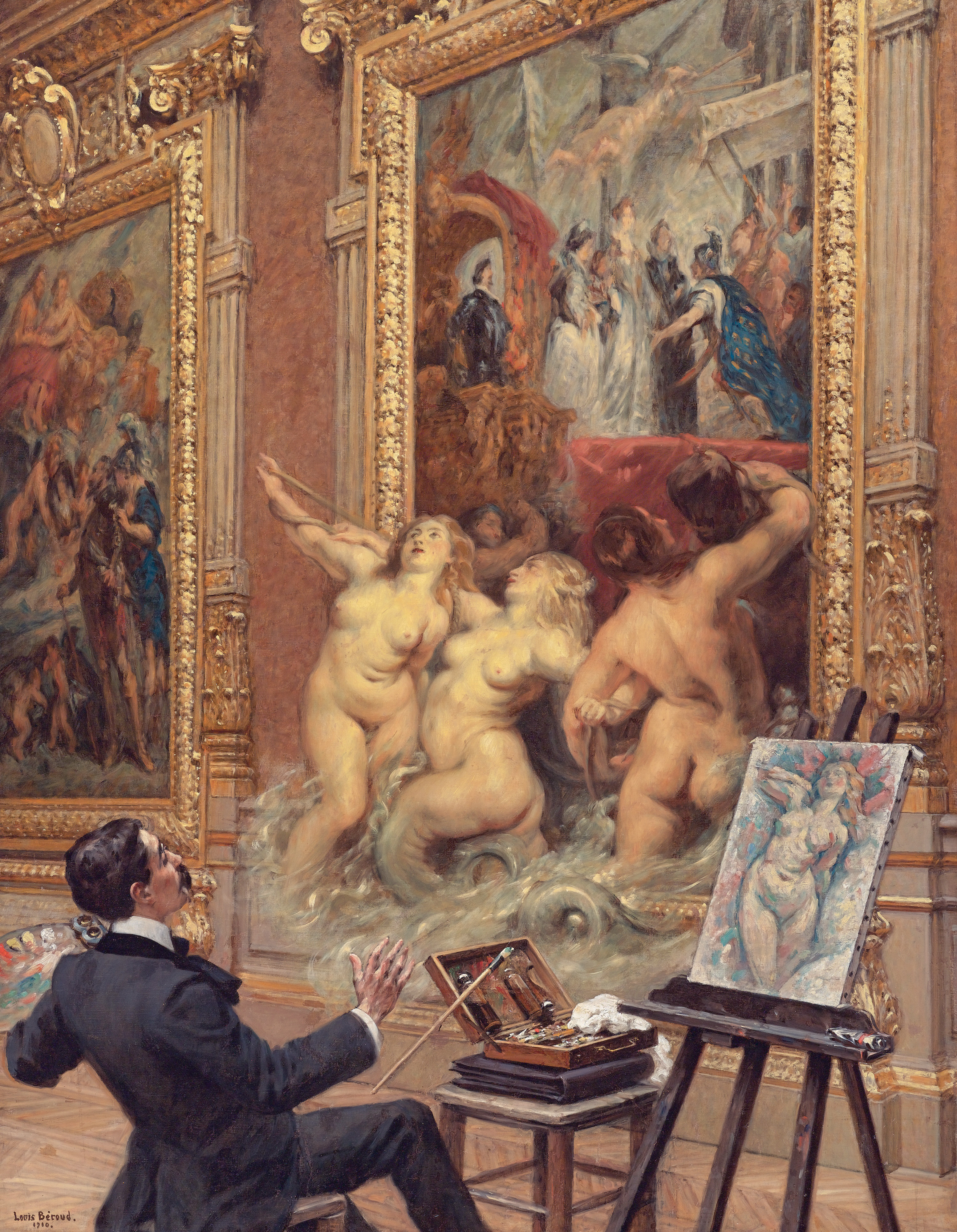
L'Inondation, peintre copiant un tableau au Louvre (1910), localisation inconnue.
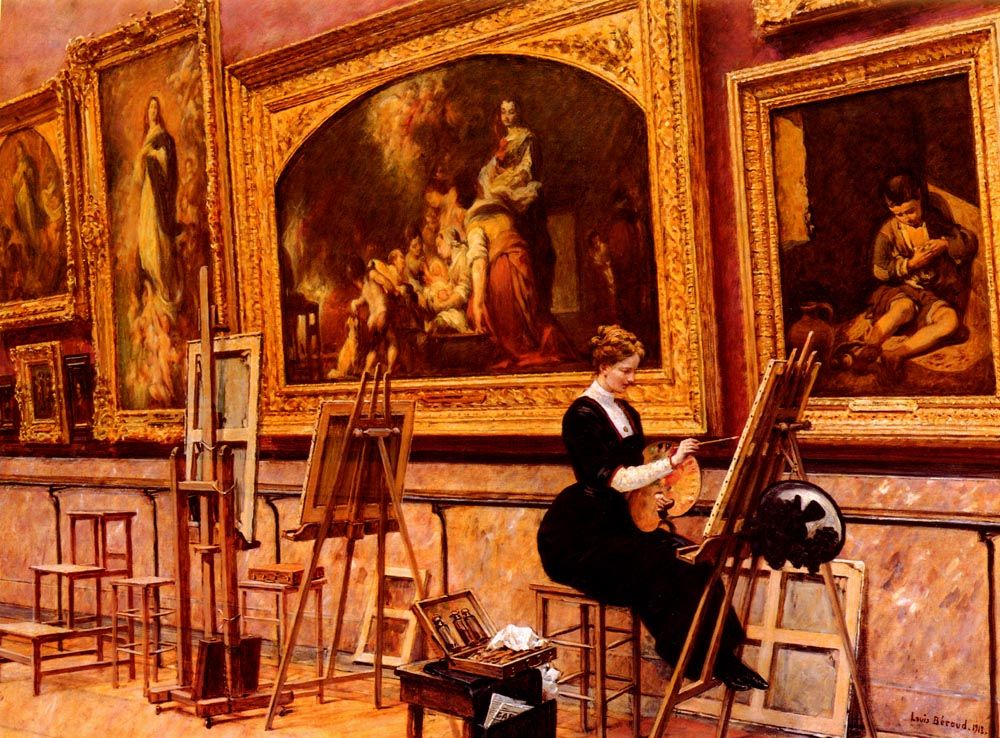
Peintre copiant un Murillo au musée du Louvre (1912), localisation inconnue.
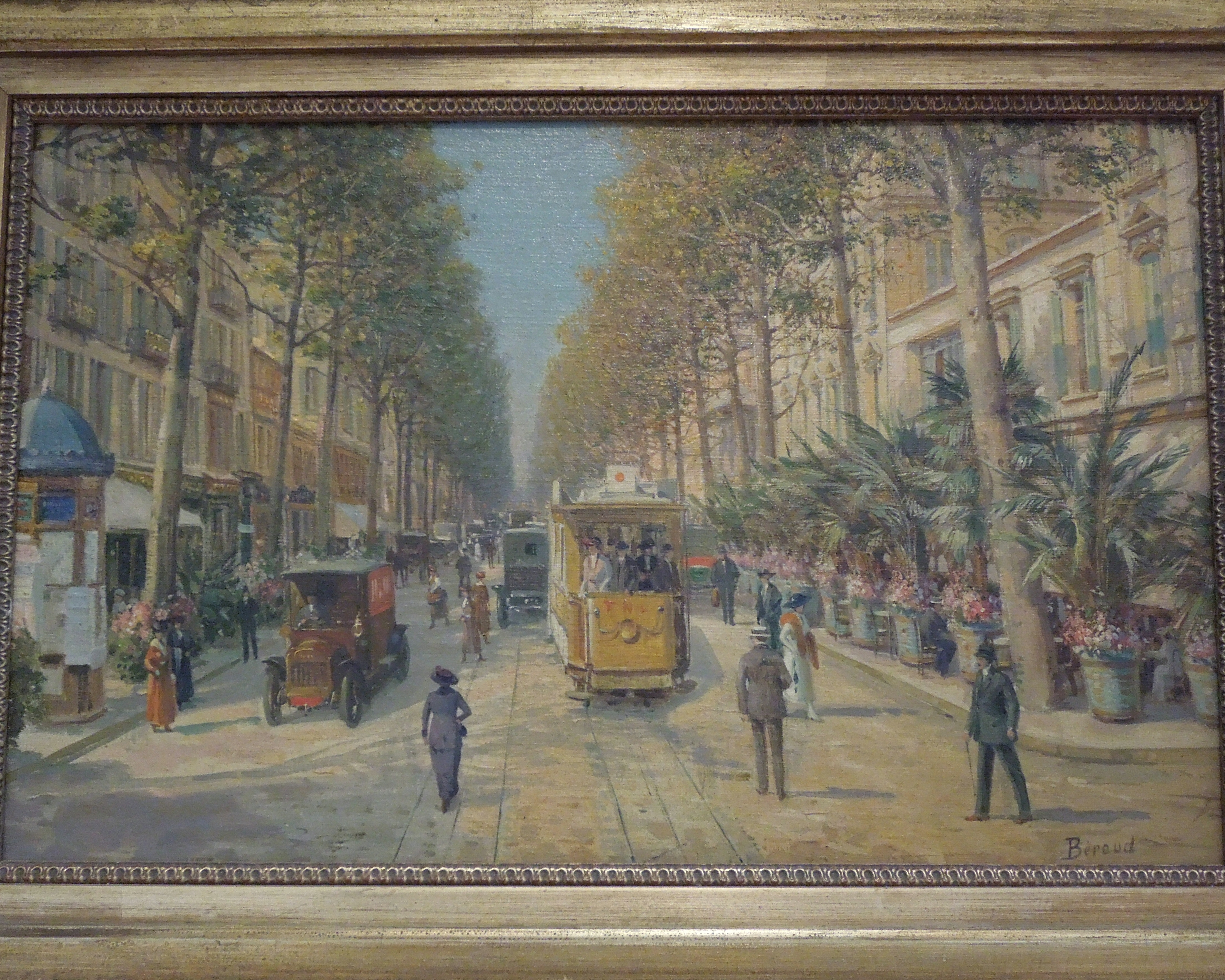
Avenue de la gare à Nice, Nice, musée Masséna.
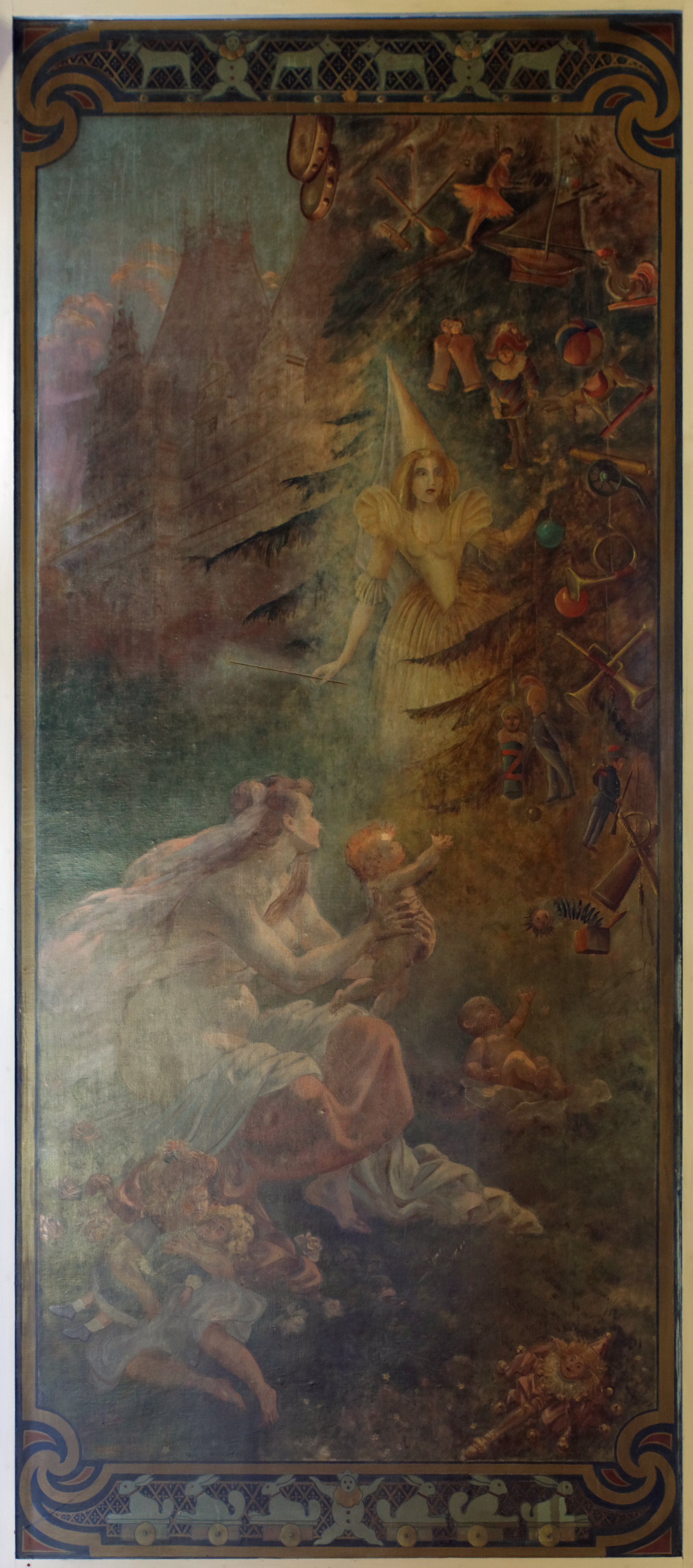
La Fée aux joujoux, mairie du 10e arrondissement.
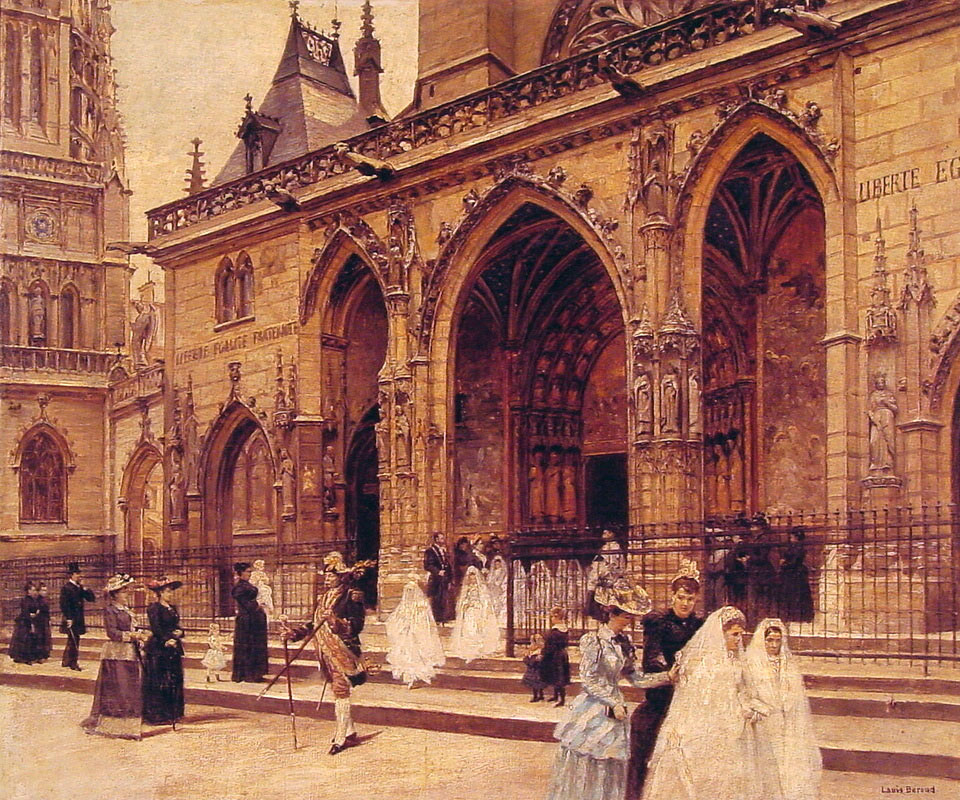
Première Communion[7], localisation inconnue.